# Тиранчик-короткодзьоб південний
Тира́нчик-короткодзьо́б південний (Sublegatus modestus) — вид горобцеподібних птахів родини тиранових (Tyrannidae). Мешкає в Південній Америці.

## Опис
Довжина птаха становить 14 см. Верхня частина тіла оливково-коричнева, через очі проходять темні смужки. Крила темні з двома білими смужками. Горло і груди світло-сірі, живіт жовтуватий. Дзьоб короткий, чорний.

## Підвиди
Виділяють два підвиди:
- S. m. modestus (Wied-Neuwied, 1831) — східне Перу (долина річки Урубамба), північна Болівія, східна і центральна Бразилія (на схід до Мараньяну, Пернамбуку і Парани);
- S. m. brevirostris (d'Orbigny & Lafresnaye, 1837) — східна Болівія, Парагвай, Уругвай, Аргентина (на південь до Ріо-Негро. Взимку частина популяції мігрує до Амазонії.

## Поширення і екологія
Південні тиранчики-короткодзьоби мешкають в Перу, Болівії, Бразилії, Аргентині, Парагваї і Уругваї. Вони живуть в сухих тропічних лісах і чагарникових заростях та в саванах Гран-Чако. Зустрічаються на висоті до 2750 м над рівнем моря, переважно на висоті до 1000 м над рівнем моря. Живляться комахами, яких шукають серед рослинності або ловлять в польоті, а також плодами. Іноді приєднуються до змішаних зграй птахів разом з еленіями.